# Inès de Bourgoing
Pour les articles homonymes, voir Bourgoing.
Inès de Bourgoing, née le 5 janvier 1862 à Paris (Seine), et morte le 9 février 1953 à Casablanca (Maroc), est une infirmière française, d'abord civile puis militaire. Elle épouse Joseph Antoine Fortoul, fils d'Hippolyte Fortoul. Veuve en 1900, elle devient, en 1909, l'épouse du maréchal Lyautey.

## Biographie

### Naissance et enfance
Inès Marie de Bourgoing voit le jour à Paris, au no 1 de l'avenue de Marigny (8e arrondissement). Elle est la fille du baron Philippe La Beaume de Bourgoing (1827-1882), et d'Anne-Marie Dollfus (1837-1917), dame d'honneur de l'impératrice Eugénie. Inès de Bourgoing fut sa filleule.  
Le baron Philippe La Beaume de Bourgoing, fut écuyer de Napoléon III, puis inspecteur du service des Haras ; il sera élu cinq fois député de la Nièvre. 

### Premier mariage
En 1880, elle épouse le capitaine d'artillerie Joseph Antoine Fortoul, avec qui elle a trois enfants : Antoine en 1881, Mathieu en 1882 et Victoire (décédée en 1888). Joseph Fortoul meurt le 1er octobre 1900 à Alger.

### Infirmière
Elle suit des cours d'infirmière, passe son diplôme en 1901 et officie à l'hôpital Beaujon à Paris comme bénévole de la Société de secours aux blessés militaires (S.S.B.M.). Elle met en place des actions innovantes dans le domaine humanitaire et social.
Cousine de Paul Mirabaud, un ami de Marcel Proust, elle participe, en août 1904, à la croisière entre Dinard et Guernesey, à laquelle Mirabaud a invité l'écrivain.
L'infirmière-major Fortoul à la tête d'un détachement d'infirmières volontaires part en août 1907 au Maroc, à Casablanca. Elle rencontre le général et futur maréchal Lyautey, alors qu'elle convoie des blessés à Oran où il commande la division.
Elle part à Messine secourir les blessés du tremblement de terre du 28 décembre 1908.

### Second mariage
Son mariage avec Lyautey est célébré le 14 octobre 1909 à Paris. Le couple rejoint l'Algérie où le général commande toujours la division d'Oran. En mars 1912, Lyautey est nommé Résident général de France au Maroc. Elle va y déployer une activité importante.

### Œuvre au Maroc

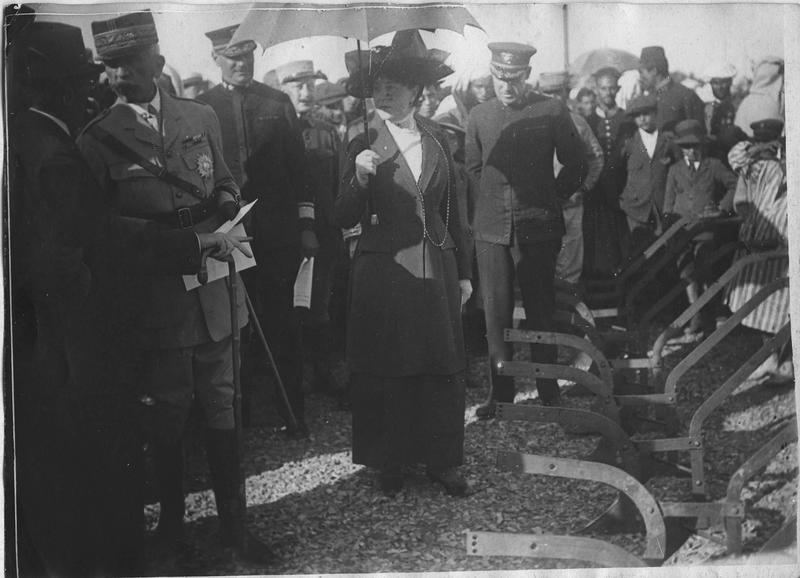
Inès Liautey à Casablanca en 1918.

Inés Lyautey organise de nombreuses œuvres d'assistance à l'enfance, « gouttes de lait », pouponnières, crèches, orphelinats, jardins de soleil et la « maternité maréchale Lyautey ». C'est la première maternité au Maroc. Elle crée les premiers dispensaires antituberculeux, les premières colonies de vacances du Maroc, ainsi que les écoles d'infirmières.
Elle fonde la Maison de convalescence de Salé, pour les légionnaires et soldats convalescents, et la maison de retraite de Balme-les-Grottes dans l'Isère. En retour, elle est nommée 1re classe d'honneur de la Légion étrangère.

### Retour en France
Rentrés en France en octobre 1925, les Lyautey résident dans leur château à Thorey (Meurthe-et-Moselle). Ils y font construire un dispensaire familial et une maison pour les jeunes. Elle devient, en 1926, présidente du comité central des dames de la Croix-Rouge française.

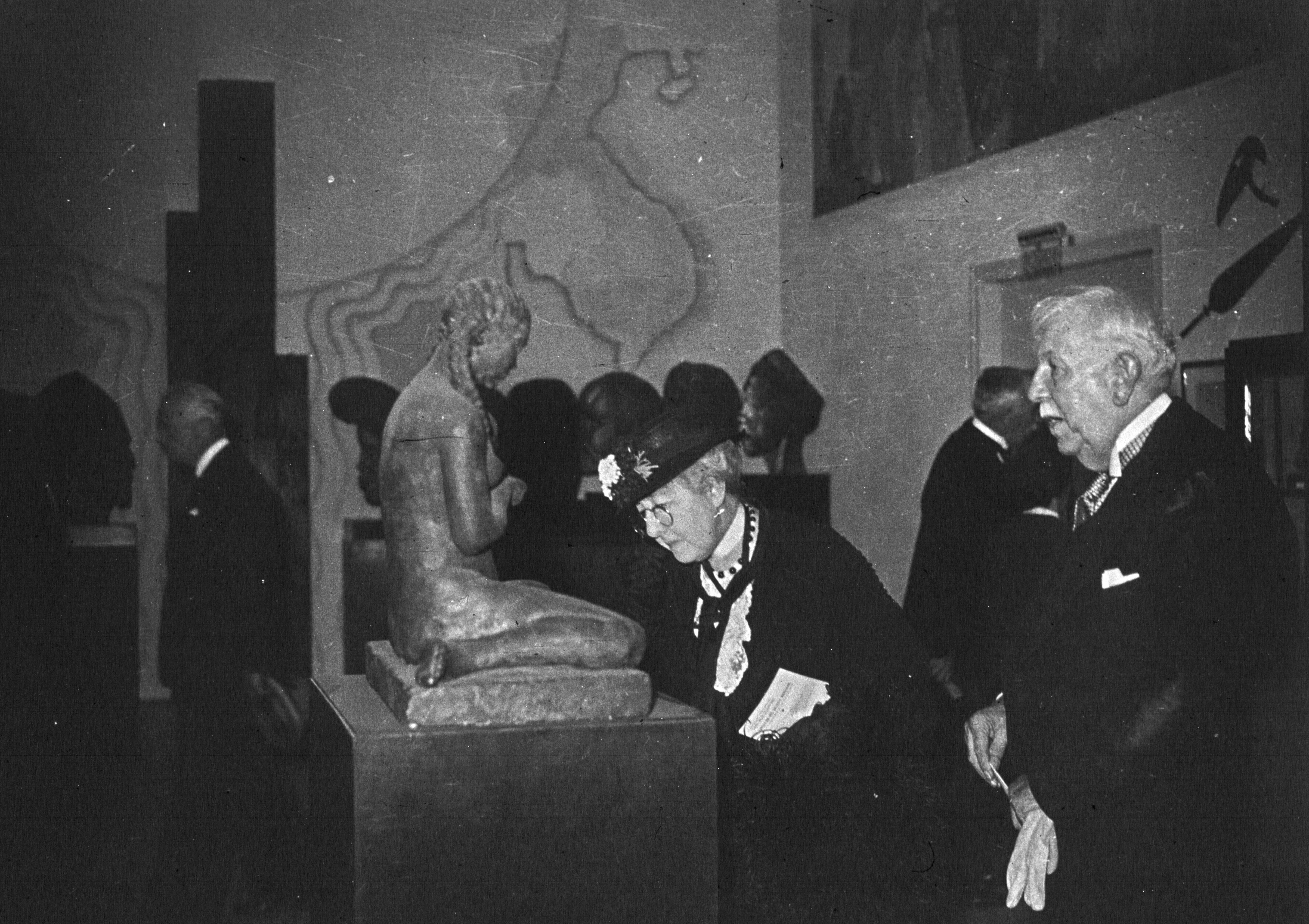
Inès Lyautey observe la sculpture d'un artiste marocain présentée à l'exposition universelle de 1937.

En 1939, elle assure la direction d'un service de trois cents lits. Elle soutient les combattants marocains durant toute la Seconde Guerre mondiale.

### Fin de vie
Elle meurt à Casablanca, le 9 février 1953. Elle est inhumée à côté du maréchal Lyautey dans son mausolée de Rabat. Lorsque la dépouille de celui-ci est transférée à Paris, à l'hôtel des Invalides, le 10 mai 1961, elle est inhumée dans le cimetière du village de Thorey, devenu Thorey-Lyautey, à la demande de ses habitants.

### Distinctions
En 1953, elle est une des premières femmes (avec Colette) à être élevée à la dignité de grand officier de la Légion d'honneur. Elle est aussi promue grand officier de l'ordre du Ouissam alaouite en reconnaissance de son œuvre au Maroc.

## Pour approfondir